# Louis Hachette
Pour les articles homonymes, voir Hachette.
Louis Hachette, né le 5 mai 1800 à Rethel (Ardennes) et mort le 31 juillet 1864 en son château du Plessis-Piquet (Hauts-de-Seine), est un éditeur français, fondateur en 1826 de la maison d'édition qui porte aujourd'hui encore son nom, et qui, en 2020, est le premier groupe éditorial français.

## Biographie
Louis Christophe François Hachette est issu d'une famille paysanne, par la suite émigrée à Paris. Son père est pharmacien militaire ou huissier de justice selon les sources. Sa mère travaille comme lingère au lycée Louis-le-Grand, ce qui permet à Louis d'y être scolarisé. Il y côtoie Louis Marie Quicherat et Émile Littré.
En 1819, il entre second au Pensionnat normal, prédécesseur de l'École normale supérieure, où il suit les cours de François Guizot. Sa carrière prometteuse dans l'enseignement est brisée lorsque le gouvernement de Joseph de Villèle décide de fermer l'établissement (1822).
Latiniste, anglophone, Louis Hachette commence alors des études de droit, tout en gagnant sa vie comme précepteur des enfants d'un grand notaire parisien, Pierre Fourcault de Pavant. Grâce à son aide, il acquiert en août 1826 un brevet de libraire-éditeur et fonde une librairie classique au 12 rue Pierre-Sarrazin (à la place de l'ancienne petite librairie de Jean-François Brédif), baptisée Librairie L. Hachette à laquelle son activité donne de très grands développements dès 1832 quand il reçoit des commandes du ministère de l'Instruction publique. En 1836, il reçoit du ministère Guizot le titre très envié de « libraire de l'Université ». En 1840, il s'associe au notaire Henri Bréton dont le fils épouse la fille de sa seconde femme ; ils développent une librairie scientifique et littéraire d'où sortent de nombreuses et importantes publications.

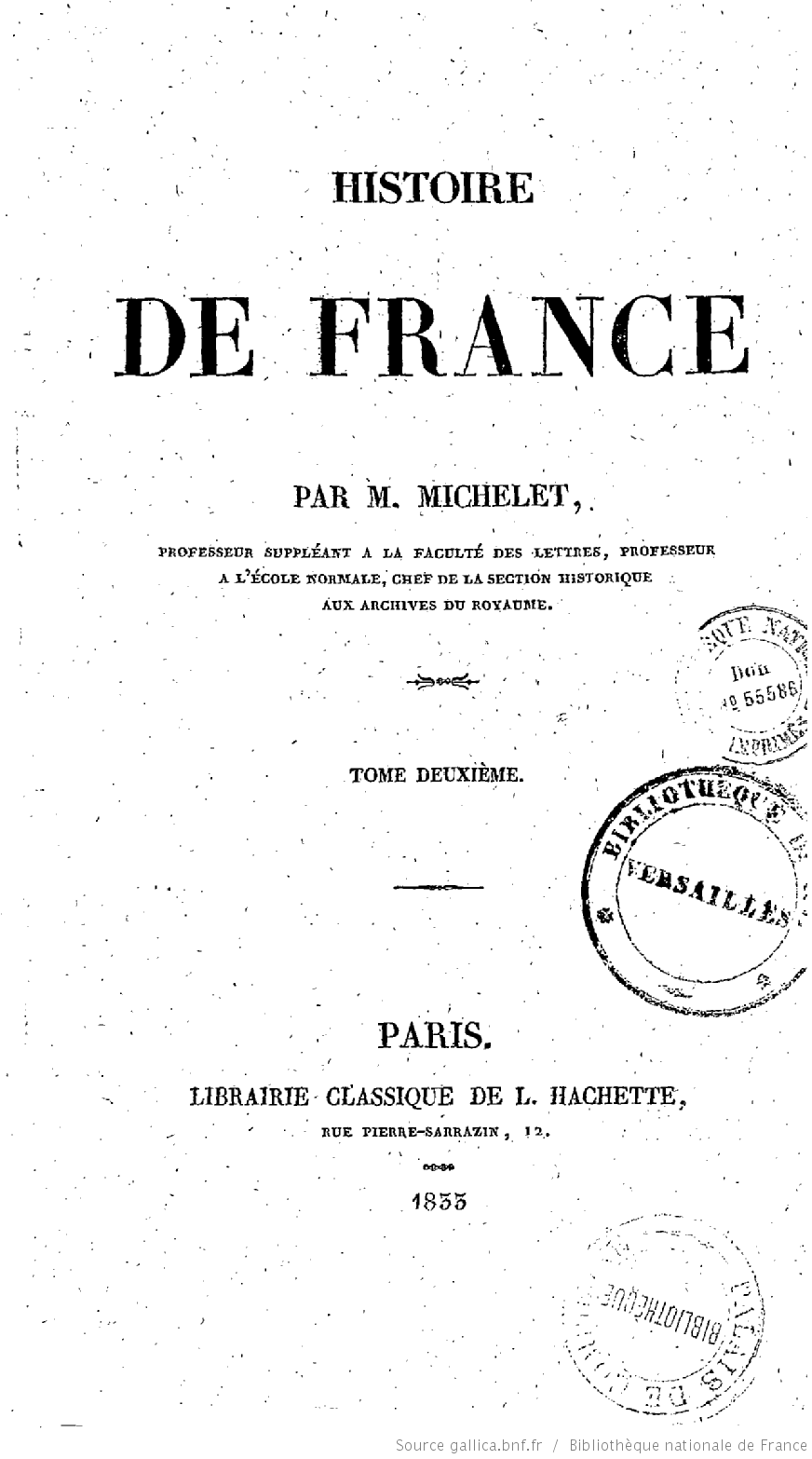
Louis Hachette publie Jules Michelet dès 1833.

Jusqu'en 1850, la maison L. Hachette se consacre exclusivement à l'édition scolaire et universitaire. Il fonde plusieurs recueils périodiques, comme la Revue de l'instruction publique et le Manuel général de l'instruction primaire, ce dernier support étant un peu le bulletin officiel de l'administration de l'enseignement public généralisé depuis la loi de 1833.
Son génie du marketing est à l'origine de plusieurs innovations qui assurent le succès à sa maison d'édition.
Il propose aux libraires de leur faire parvenir un exemplaire de toutes ses publications, avec la possibilité de les lui renvoyer s'ils ne sont pas vendus au cours de la première année (en moyenne après 6 mois). Ce système s'est largement développé pour devenir l'office tel qu'on le connaît aujourd'hui.
Il a surtout l'idée, le premier en France, en s'inspirant d'un modèle anglais imaginé par W. H. Smith, d'installer des points de vente dans les gares ferroviaires, créant ainsi le réseau des « Bibliothèques des Chemins de fer », « colportant » des ouvrages littéraires ou pratiques en un volume, dans une présentation commode pour le voyageur, et des périodiques. Il avait rencontré en 1853 Eugène de Ségur, président de la Compagnie des Chemins de fer de l'Est, qui lui aurait accordé l'exclusivité de ces points de vente et concessions sous la condition qu'il publierait les histoires pour enfants de son épouse, la comtesse de Ségur, ce qu'il n'eut pas à regretter. Ces points de vente sont devenus plus tard les boutiques Relay. Mais,

« dans les faits, Louis Hachette demande, le 17 mai 1853, l’autorisation du ministre secrétaire d’État au département de la Police générale, M. de Maupas, d’installer des officines pour vendre des livres sous son brevet de libraire, il lui est répondu qu’un brevet de librairie est personnel et ne peut concerner qu’une boutique. Hachette doit modifier ses prétentions ; il sollicite l’autorisation “de laisser vendre dans le[ur]s stations tous les Ouvrages soumis au Colportage”. Les bibliothèques vont devenir des lieux de colportage ; ce qui signifie, a priori, que les vendeurs doivent se déplacer, alors que Louis Hachette désire des emplacements stables. De là surgit une polémique avec le Cercle de la Librairie, les maisons Chaix et Charpentier qui durera plusieurs décennies, et à laquelle participent le monde politique et la presse. Il lui est reproché non seulement d’avoir usurpé le droit d’installer des bibliothèques fixes, de privilégier la vente de ses propres publications, mais également de censurer certains ouvrages, et de ne pas offrir assez de liberté aux journaux dans leur diffusion. »

Il se lance dans la presse avec Le Tour du monde, le Journal pour tous (1855) et la Semaine des enfants (1857).
Ses gendres et associés, Louis Bréton (1817-1883) et l'avocat Émile Templier (1821-1891), prennent la cogérance avec lui (un tiers chacun) de la société pour former la Librairie L. Hachette et Cie, société en nom collectif fondé dès 1840, et s'adjoignent plus tard ses deux fils, Alfred (1822-1872) et Jean-Georges (1838-1892), entre 1857 et 1864.
Ces cinq personnalités, dont Louis Hachette qui garde le contrôle des relations avec l'Université et le pouvoir politique, s'entourent de directeurs de collection, chose nouvelle à l'époque. Ainsi, Adolphe Joanne gère les guides de voyages (les futurs Guides bleus), Adolphe Régnier les « Grands Écrivains de France », Victor Duruy la série Histoire de France.
Côté littérature, Louis Hachette finit par vouloir concurrencer Michel Lévy frères, le leader français incontesté du secteur littéraire à cette époque : il rachète le fonds d'Eugène Renduel en 1841, puis celui de Victor Lecou en 1855, compléments de la Bibliothèque des Chemins de fer, origine des futures Bibliothèque rose et verte destinées à la jeunesse. Côté dictionnaire, Hachette retrouve son ami Émile Littré pour diffuser son Dictionnaire de la langue française mais aussi Gustave Vapereau.
À sa mort, la maison Hachette est la plus grande maison d'édition française et européenne et son siège parisien s'étend sur 10 000 m2 boulevard Saint-Germain. Sa fortune personnelle est évaluée à plus de deux millions de francs-or.
Le 19 juillet 1854, il avait acheté à la famille Odier le château du Plessis-Piquet où il meurt dix ans plus tard le 31 juillet 1864. Il possédait également l'hôtel particulier situé au 24 boulevard Saint-Michel.

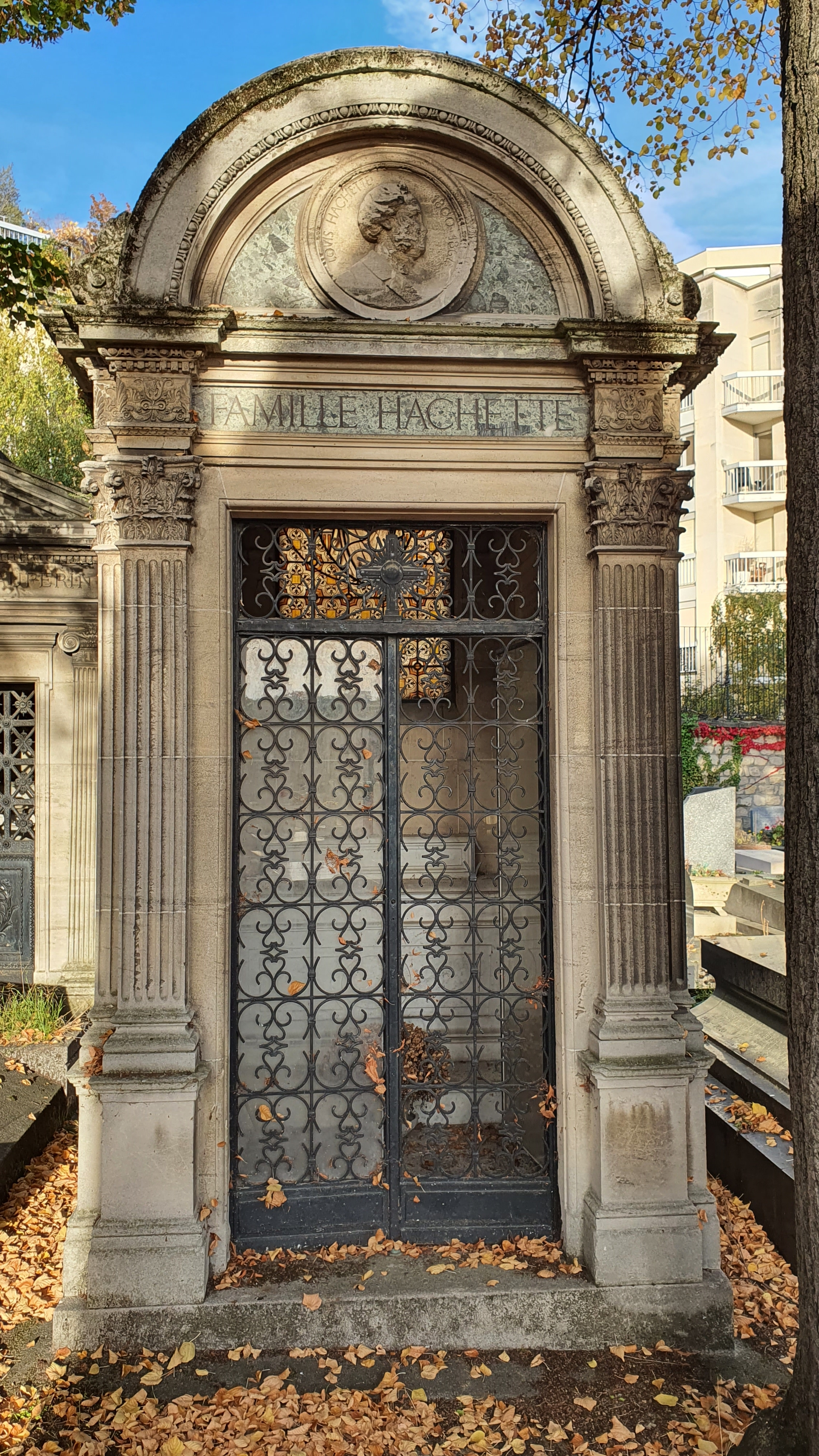
Sépulture de Louis Hachette.

Il repose au cimetière du Montparnasse (15e division).

### Descendance en1regénération
- Avec Amélie Barbedienne (1803-1832) :
  - Louise-Agathe (1829-1900) et
  - Alfred-Louis (1832-1872)[9]
- Avec Pauline Catherine Royer, veuve Auzat (1804-1872):
  - Jean-Georges (1838-1892), qui eut pour enfants :
    - Louis-Marcel-André (1870-1941),
    - Suzanne Élise (1872-1946),
    - André (1873-1945) et
    - Jean-Alfred (1876-1947)

### Décoration
- 1860 : chevalier de la Légion d'honneur

## Publications
- L'instruction populaire et le suffrage universel, 1861, sans nom d'auteur et sans éditeur[10]
- Réponse à l'auteur de la brochure intitulée “Les bibliothèques scolaires et M. Hachette”, Paris, 1862, 16 p.[11]